# Pagurixus nomurai
Pagurixus nomurai is een tienpotigensoort uit de familie van de Paguridae. De wetenschappelijke naam van de soort is voor het eerst geldig gepubliceerd in 1995 door Komai & Asakura.